# کارولین کارلوس
کارولین کارلوس (انگلیسی: Carolyn Carlson؛ زادهٔ ۷ مارس ۱۹۴۳) یک رقصنده، و طراح رقص اهل ایالات متحده آمریکا است. 